# Bunkermuseum Schlei
Bunkermuseum Schlei is een museum op het eiland Schiermonnikoog in de Nederlandse provincie Friesland. Het museum aan de noordzijde van het dorp heeft informatie en voorwerpen over de oorlogsgeschiedenis.

## Geschiedenis
De openstelling van de Wassermannbunker in 2004 was aanleiding tot het beginnen van een museum. Het linker gedeelte van de Seeburgbunker kon na overleg met Vereniging Natuurmonumenten worden gebruikt. De Stichting Bunkermuseum Schlei werd opgericht. Deze stichting heeft tot doel het verzamelen, bewaren en tentoonstellen van goederen en kennis over de Tweede Wereldoorlog. Op 11 juni 2009 werd het bunkermuseum geopend (De bevrijding van Schiermonnikoog was op 11 juni 1945). Voor belangstellenden zijn er rondleidingen en lezingen. De bunker van het type Seeburg was een communicatiecentrum.

## Collectie
Enkele onderwerpen zijn de bombardementen op Schiermonnikoog, het smalspoor dat op Schiermonnikoog heeft gelegen, redden in oorlogstijd en de radar antennes die er hebben gestaan. Op 1 juli 2019 was het totaal aantal bezoekers sinds 2009 68.500.

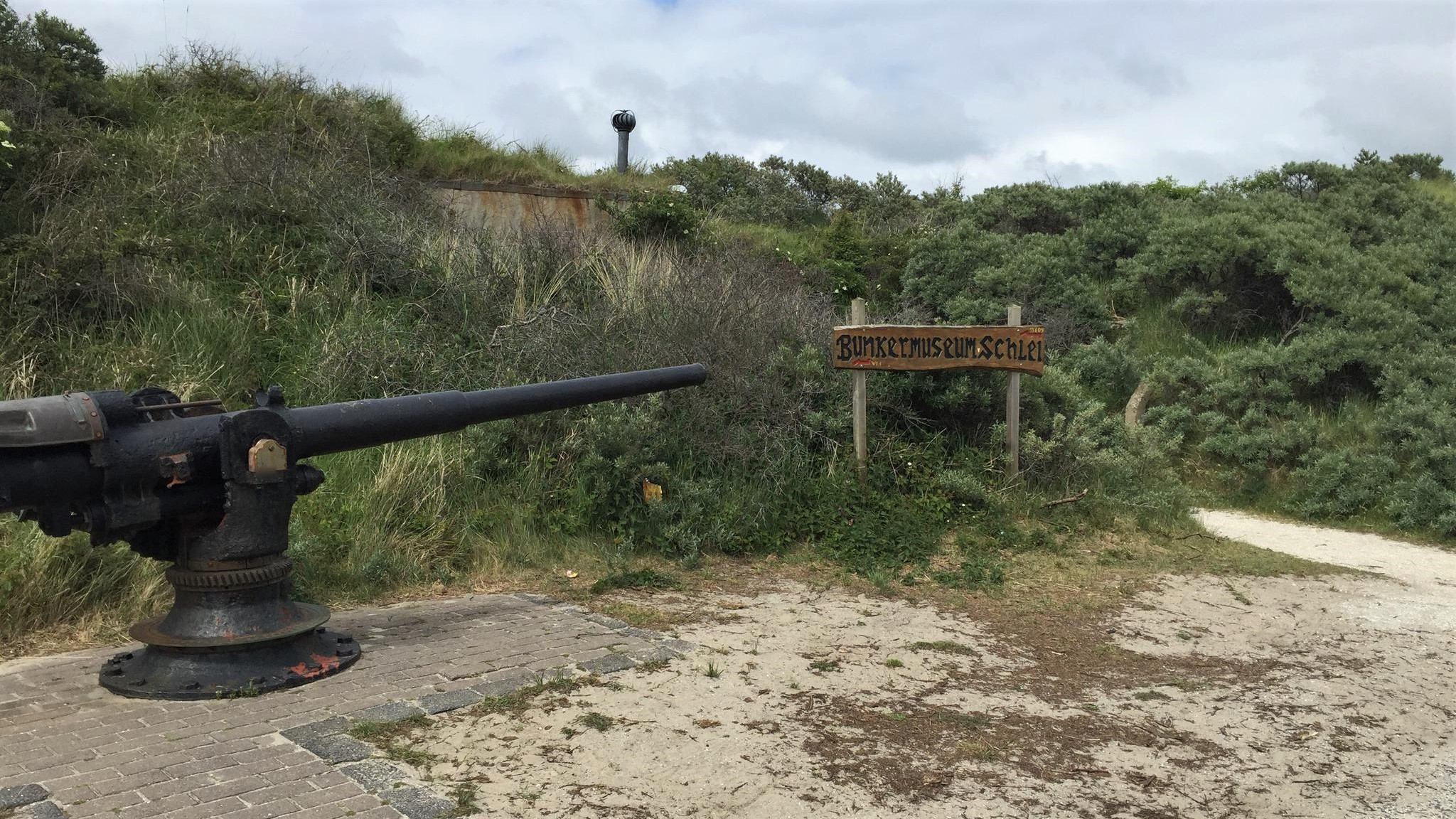
Bunkermuseum
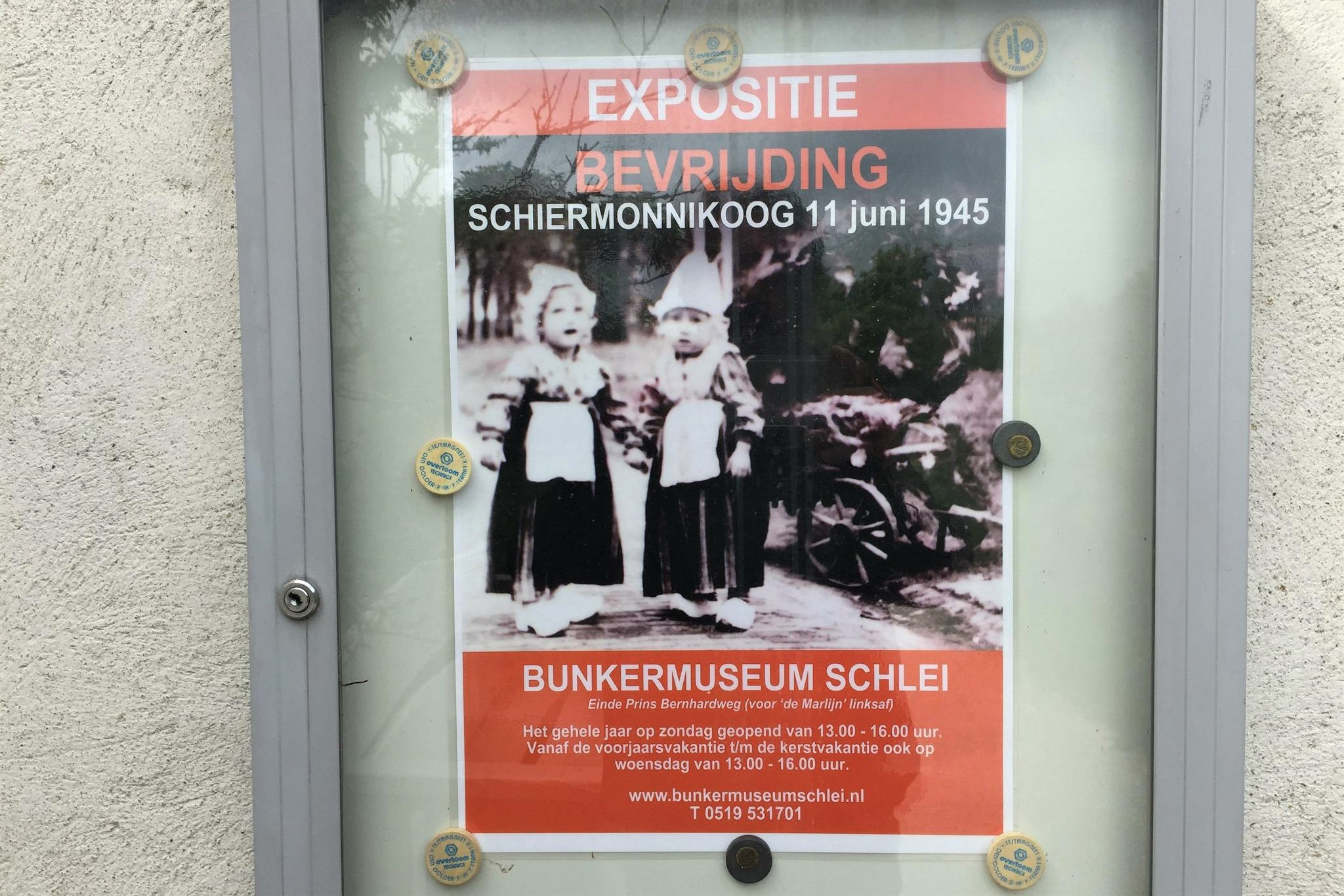
Expositie